# Солхан (Буркіна-Фасо)
Солхан — департамент або комуна провінції Ягха в регіоні Сахель на півночі Буркіна-Фасо.
В червні 2021 року в Солхані сталася Різанина.